# Tarasovium multicostatum
Tarasovium multicostatum is een rankpootkreeftensoort uit de familie van de Scalpellidae. De wetenschappelijke naam van de soort is voor het eerst geldig gepubliceerd in 1971 door Newman & Ross.